# Rhegmatorhina gymnops
Rhegmatorhina gymnops là một loài chim trong họ Thamnophilidae.